# Tesia
A Tesia a madarak osztályának verébalakúak (Passeriformes) rendjébe és a berkiposzátafélék (Cettiidae) családba tartozó nem.

## Rendszerezés
A nembe az alábbi 4 faj tartozik:
- zöldkontyos tézia (Tesia cyaniventer)
- aranykontyos tézia (Tesia olivea)
- barna tézia (Tesia superciliaris)
- vöröskontyos tézia (Tesia everetti)

## Előfordulásuk
Ázsia területén honosak.